# Landsarkiv (Sverige)

Sveriges indelning i arkivdistrikt.

## Historik
Landsarkiven utgjorde de regionala arkivinstitutionerna inom det statliga svenska arkivväsendet med ansvar för arkiven från den svenska statens regionala och lokala myndigheter. De ingick från och med den 1 januari 2010 som avdelningar inom Riksarkivet, men utgjorde tidigare egna arkivmyndigheter med Riksarkivet som chefsmyndighet. Landsarkiven upphörde som egna enheter inom Riksarkivet 2020.
Landsarkivens uppdrag var att vårda och tillhandahålla myndighetsarkiv och enskilda arkiv från sina respektive distrikt (se tabell nedan). Uppdrag som ingick var även rådgivning och tillsyn till myndigheter samt att underlätta allmänhetens och forskares användning av arkiven. I landsarkiven fanns kyrkokommunala arkiv fram till 1999. Landsarkivens ansvar för insamling av dessa arkiv upphörde år 2000 då staten separerades från kyrkan. Chefen för ett landsarkiv bar titeln landsarkivarie. 
De första landsarkiven inrättades mellan 1899 och 1911 i Lund, Göteborg, Uppsala och Vadstena. Norrlandslänen hörde då till Uppsala landsarkivdistrikt. På 1930-talet tillkom landsarkiven i Härnösand och Östersund. Landsarkivet i Visby var ursprungligen en arkivdepå som sedermera blev länsarkiv och har haft status som landsarkiv sedan 1959.
| Sveriges landsarkiv      | Sveriges landsarkiv                                            | Sveriges landsarkiv |
| Namn                     | Distrikt                                                       | Inrättat            |
| ------------------------ | -------------------------------------------------------------- | ------------------- |
| Landsarkivet i Göteborg  | Västra Götalands län                                           | 1911                |
| Landsarkivet i Härnösand | Gävleborgs, Västernorrlands, Västerbottens och Norrbottens län | 1935                |
| Landsarkivet i Lund      | Blekinge, Hallands och Skåne län utom Malmö                    | 1903                |
| Landsarkivet i Uppsala   | Uppsala, Södermanlands, Örebro, Västmanlands och Dalarnas län  | 1903                |
| Landsarkivet i Vadstena  | Östergötlands, Jönköpings, Kronobergs och Kalmar län           | 1899                |
| Landsarkivet i Visby     | Gotlands län                                                   | 1905                |
| Landsarkivet i Östersund | Jämtlands län                                                  | 1930                |

Landsarkivet i Härnösand har även inskrivningsmyndigheternas arkiv från hela Sverige.
| Andra arkiv som fullgör landsarkivens uppgifter | Andra arkiv som fullgör landsarkivens uppgifter |
| Namn                                            | Distrikt                                        |
| ----------------------------------------------- | ----------------------------------------------- |
| Malmö stadsarkiv                                | Malmö kommun                                    |
| Stockholms stadsarkiv                           | Stockholms län                                  |
| Värmlandsarkiv i Karlstad                       | Värmlands län                                   |

## Landsarkiven upphör
I Riksarkivets omorganisation 2020 upphörde landsarkiven finnas som egna organisatoriska enheter och titeln landsarkivarie upphörde. Förändringen innebar att
- Landsarkivet i Göteborg och Landsarkivet i Lund bildade enheten Göteborg-Lund
- Landsarkivet i Härnösand och Landsarkivet i Östersund bildade enheten Härnösand-Östersund
- Landsarkivet i Uppsala och Landsarkivet i Vadstena bildade enheten Vadstena-Uppsala
- Riksarkivet Marieberg och Landsarkivet i Visby bildade enheten Marieberg-Visby[3][4]